# Pachyphytum
Pachyphytum es un género  de plantas con flores perteneciente a la familia Crassulaceae. Comprende 29 especies descritas y de estos, solo 17 aceptadas.

## Taxonomía
El género fue descrito por Link, Klotzsch et Otto y publicado en Allgemeine Gartenzeitung 9(2): 9. 1841.
Etimología
Pachyphytum: nombre genérico que deriva del griego antiguo: pachys (= "espesor") y phyton (= "planta"), debido a la forma de las hojas.

## Especies
- Pachyphytum angustiflorum
- Pachyphytum bracteosum
- Pachyphytum brevifolium
- Pachyphytum caesium
- Pachyphytum coeruleum
- Pachyphytum compactum
- Pachyphytum fittkaui
- Pachyphytum garciae
- Pachyphytum glutinicaule
- Pachyphytum hookeri
- Pachyphytum kimnachii
- Pachyphytum longifolium
- Pachyphytum machucae
- Pachyphytum meyranii
- Pachyphytum oviferum
- Pachyphytum viride
- Pachyphytum werdermannii